# Strażnicy Galaktyki: Coraz bliżej święta
Strażnicy Galaktyki: Coraz bliżej święta (oryg. The Guardians of the Galaxy Holiday Special) – amerykański świąteczny film krótkometrażowy na podstawie serii komiksów o grupie superbohaterów o tej samej nazwie wydawnictwa Marvel Comics. Za reżyserię i scenariusz odpowiadał James Gunn. W głównych rolach wystąpili: Chris Pratt, Dave Bautista, Karen Gillan, Pom Klementieff, Vin Diesel, Bradley Cooper, Sean Gunn, The Old 97’s, Michael Rooker i Kevin Bacon.
Krótkometrażówka opowiada świąteczną historię Strażników Galaktyki, w której Mantis i Drax wyruszają na Ziemię w poszukiwaniu najlepszego prezentu na Boże Narodzenie dla Petera Quilla.
Coraz bliżej święta wchodzi w skład IV Fazy Filmowego Uniwersum Marvela i stanowi część jej drugiego rozdziału zatytułowanego Saga Multiwersum. Film zadebiutował 25 listopada 2022 roku w serwisie Disney+ i poprzedza wydarzenia z filmu Strażnicy Galaktyki vol. 3.

## Streszczenie fabuły
Strażnicy Galaktyki kupili Knowhere od Kolekcjonera i przyjęli psa Cosmo do swojej drużyny. Kiedy zbliżają się Święta Bożego Narodzenia, Kraglin Obfonteri opowiada Strażnikom historię o tym, jak Yondu Udonta zrujnował Peterowi Quillowi w jego dzieciństwie Boże Narodzenie. Mantis chce znaleźć idealny prezent dla Quilla, który nadal jest przygnębiony po stracie Gamory i rozmawia o tym z Draxem. Postanawiają udać się na Ziemię i przywieźć Quillowi jako prezent jego największego bohatera z dzieciństwa, aktora Kevina Bacona.
Mantis i Drax przybywają do Hollywood w Los Angeles, gdzie próbują odnaleźć Bacona. Po spędzeniu czasu w okolicy Grauman’s Chinese Theatre, na Alei Gwiazd i w klubie, zdobywają mapę rezydencji celebrytów i odnajdują dom Bacona w Beverly Hills. Bacon, który czeka na powrót swojej rodziny do domu, jest przerażony pojawieniem się Mantis i Draxa i próbuje uciec. Policja przybywa na miejsce z pomocą, ale Mantis wprowadza ich i Bacona w trans, po czym razem z Draxem zabierają Bacona ze sobą na Knowhere. Mantis i Drax są rozczarowani, gdy dowiadują się, że Bacon jest aktorem, a nie prawdziwym bohaterem. Strażnicy zaskakują Quilla obchodami Bożego Narodzenia, ale Quill jest przerażony, gdy dowiaduje się, że Bacon został porwany wbrew jego woli i żąda jego powrotu do domu. Na nowym statku kosmicznym Strażników, Bacon dowiaduje się od Kraglina, jak był inspiracją dla Quilla i postanawia świętować Boże Narodzenie ze Strażnikami, zanim powróci do domu.
Po uroczystości Quill wyjawia Mantis, że Yondu zmienił zdanie na temat Bożego Narodzenia i podarował mu parę miotaczy, które służą mu do teraz. Mantis wyznaje mu, że jest jego przyrodnią siostrą i przez lata obawiała się jego reakcji ze względu na ich ojca, Ego. Ku jej zaskoczeniu Quill uznaje to za najlepszy prezent.

## Obsada
- Chris Pratt jako Peter Quill / Star-Lord, pół człowiek, pół Celestial, który jako dziecko został zabrany z Ziemi i wychowany przez grupę kosmicznych złodziei i przemytników o nazwie Ravagers, dowodzonych przez Yondu Udontę. Jest liderem Strażników Galaktyki[5]. Luke Klein zagrał Quilla jako dziecko w animowanych retrospekcjach[6].
- Dave Bautista jako Drax, członek Strażników Galaktyki, wojownik szukający zemsty na Thanosie, który zamordował jego rodzinę[5].
- Karen Gillan jako Nebula, adoptowana córka Thanosa, wychowywana wspólnie z Gamorą.
- Pom Klementieff jako Mantis, przyjęta do Strażników Galaktyki istota, która ma zdolność empatii[5].
- Vin Diesel jako Groot, członek Strażników Galaktyki, humanoidalne drzewo w postaci młodej „sadzonki”, będące towarzyszem Rocketa[5].
- Bradley Cooper jako Rocket, członek Strażników Galaktyki, genetycznie zmodyfikowany szop, który biegle posługuje się bronią palną[5].
- Sean Gunn jako Kraglin Obfonteri, członek Strażników Galaktyki, należał wcześniej do Ravagers i był pierwszym oficerem Yondu Udonty[7].
- The Old 97’s jako zespół Bzermikitokolok and the Knowheremen; wokalista zespołu, Rhett Miller, zagrał Bzermikitokoloka, a pozostali członkowie zespołu: Murry Hammond, Ken Bethea i Philip Peeples wystąpili jako Kortolbookalia, Sliyavastojoo i Phloko[8].
- Michael Rooker jako Yondu Udonta, przywódca Łowców, który uprowadził Quilla. Yondu pojawia się w animowanych retrospekcjach[9][10].
- Kevin Bacon jako fikcyjna wersja samego siebie, hollywoodzki aktor, który zostaje porwany przez Mantis i Draxa jako prezent gwiazdkowy dla Quilla[9][10].

W filmie ponadto wystąpili: Marija Bakałowa jako Cosmo, pies wysłany w kosmos przez Związek Radziecki; Kyra Sedgwick, żona Bacona jako głos fikcyjnej samej siebie; Flula Borg jako barman w klubie w Hollywood oraz Rusty Schwimmer jako Sara, właścicielka sklepu z pamiątkami, która oddaje mapę Mantis i Draxowi.

## Produkcja

### Rozwój projektu

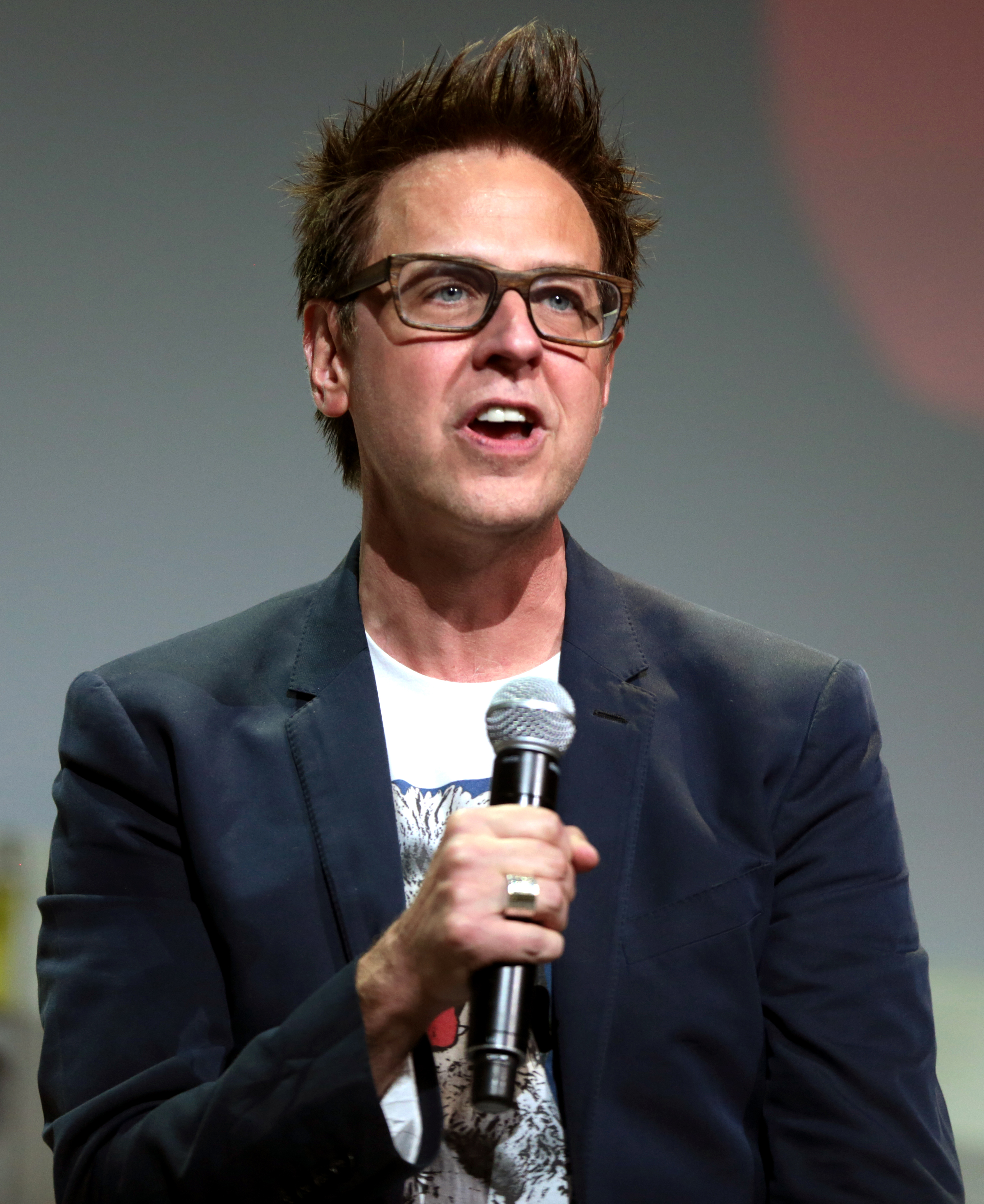
James Gunn, reżyser i scenarzysta produkcji

W grudniu 2020 roku Kevin Feige, prezes Marvel Studios, wyjawił, że powstanie pierwszy świąteczny film krótkometrażowy dla Disney+: Strażnicy Galaktyki: Coraz bliżej święta (oryg. The Guardians of the Galaxy Holiday Special). Feige poinformował również, że za reżyserię i scenariusz odpowiadać będzie James Gunn, który wcześniej odpowiadał za poprzednie filmy o Strażnikach Galaktyki. W lipcu 2021 roku reżyser poinformował, że film będzie trwał około 40 minut. W listopadzie 2022 roku wyjawiono, że film będzie drugą produkcją po Wilkołaku nocą sygnowaną jako „Marvel Studios Special Presentation” oraz że Coraz bliżej święta był pierwszą z planowanych produkcji studia dla Disney+.
Producentami wykonawczymi filmu zostali: Feige, Gunn, Louis D’Esposito, Victoria Alonso, Brad Winderbaum, Sara Smith i Simon Hatt.

### Scenariusz
W kwietniu 2021 roku James Gunn wyjawił, że ukończył scenariusz oraz potwierdził, że program będzie częścią kanonu franczyzy. Napisanie scenariusza zajęło mu kilka godzin. W filmie pojawią się główni członkowie filmowych Strażników, a sama historia koncentruje się na Draxie i Mantis. Gunn postanowił skupić się w filmie na tych dwóch postaciach, ponieważ uznał, że były one trochę pominięte w poprzednich produkcjach. Coraz bliżej święta jest epilogiem IV Fazy Filmowego Uniwersum Marvela.
Akcja filmu została umiejscowiona pomiędzy filmami Thor: Miłość i grom (2022), a Strażnicy Galaktyki vol. 3 (2023). Gunn wprowadził w filmie elementy, które pojawią się w Strażnikach Galaktyki vol. 3 w taki sposób, aby nie musiał ich wyjaśniać w trzecim filmie. Krótkometrażówka stanowi wprowadzenie do trzeciej części i wyjaśnia to, czemu ich bazą jest Knowhere, że ich nowy statek nazywa się „Bowie” oraz że w składzie drużyny znalazł się pies Cosmo.

### Casting
W grudniu 2020 roku poinformowano, że Peter Quill / Star-Lord, Drax, Rocket i Groot pojawią się w programie. W lipcu 2021 roku potwierdzono, że te role powtórzą Chris Pratt, Dave Bautista, Bradley Cooper i Vin Diesel oraz poinformowano, że wystąpią w nim również Pom Klementieff jako Mantis i Karen Gillan jako Nebula. W listopadzie wyjawiono, że Sean Gunn powróci jako Kraglin.
Pod koniec października 2022 roku ujawniono, że w filmie zagrają: Kevin Bacon jako fikcyjna wersja samego siebie, zespół The Old 97’s i Michael Rooker oraz Marija Bakałowa jako głos Cosmo.

### Zdjęcia i postprodukcja
Zdjęcia do Coraz bliżej święta rozpoczęły się w lutym 2022 roku w Trilith Studios w Atlancie pod roboczym tytułem Pop Tart. Realizowane były w trakcie produkcji filmu Strażnicy Galaktyki vol. 3 (2023), która trwała od listopada 2021 do maja 2022 roku i przy pracy nad krótkometrażówką wykorzystano te same scenografie. Pod koniec marca nakręcono sceny w Atlanta Country Club, a pod koniec kwietnia – w TCL Chinese Theatre w Los Angeles, gdzie zakończono prace nad filmem. Za zdjęcia odpowiadał Henry Braham, scenografię przygotowała Beth Mickle, a kostiumy zaprojektowała Judianna Makovsky.
Montażem zajęli się Greg D’Auria i Gregg Featherman. Za efekty specjalne odpowiadał Stephane Ceretti, a przygotowane zostały przez studia: Framestore, Rodeo FX, Crafty Apes, Sony Pictures Imageworks, Industrial Light & Magic, Wētā FX, Gradient / Secret Lab i Perception. Retrospekcje zostały nakręcone na planie z udziałem aktorów, a następnie zamienione na animację techniką rotoskopową. Inspiracją dla Jamesa Gunna przy wykorzystaniu tej techniki były filmy Ralpha Bakshiego.

## Muzyka
W styczniu 2022 roku potwierdzono, że John Murphy został kompozytorem muzyki do krótkometrażówki. James Gunn wybrał utwory do filmu na wczesnym etapie. Osobiście napisał słowa do piosenki „I Don’t Know What Christmas Is (But Christmastime Is Here)” i poprosił Rhetta Millera z The Old 97’s o pomoc w skomponowaniu muzyki do niej. Na potrzeby filmu została nagrana nowa wersja utworu „Here It Is Christmastime” zespołu The Old 97’s, którą wykonał wraz z tą grupą Kevin Bacon. Album, zawierający kompozycje Murphy’ego oraz te dwie piosenki, zatytułowany The Guardians of the Galaxy Holiday Special: Original Soundtrack, został wydany 23 listopada 2022 roku przez Hollywood Records i Marvel Music.
W filmie wykorzystano również utwory: „Fairytale of New York” (The Pogues featuring Kirsty MacColl), „Dead by X-Mas” (Hanoi Rocks), „Christmas Treat” (Julian Casablancas), „Is This Christmas?” (The Wombats), „Just Like Christmas” (Low), „I Want an Alien for Christmas” (Fountains of Wayne), „Christmastime” (The Smashing Pumpkins), „Christmas Wrapping” (The Waitresses) i „Mrs. Claus” (Little Jackie).
| The Guardians of the Galaxy Holiday Special: Original Soundtrack – 2022 | The Guardians of the Galaxy Holiday Special: Original Soundtrack – 2022 | The Guardians of the Galaxy Holiday Special: Original Soundtrack – 2022 | The Guardians of the Galaxy Holiday Special: Original Soundtrack – 2022 | The Guardians of the Galaxy Holiday Special: Original Soundtrack – 2022 |
| Nr                                                                      | Tytuł utworu                                                            | Wykonawca                                                               | Autor                                                                   | Długość                                                                 |
| ----------------------------------------------------------------------- | ----------------------------------------------------------------------- | ----------------------------------------------------------------------- | ----------------------------------------------------------------------- | ----------------------------------------------------------------------- |
| 1.                                                                      | „I Don’t Know What Christmas Is (But Christmastime Is Here)”            | The Old 97’s                                                            | R. Miller, J. Gunn                                                      | 3:03                                                                    |
| 2.                                                                      | „How Yondu Ruined Christmas”                                            |                                                                         | J. Murphy                                                               | 1:34                                                                    |
| 3.                                                                      | „Telekinesis”                                                           |                                                                         | J. Murphy                                                               | 1:42                                                                    |
| 4.                                                                      | „Kevin at Home”                                                         |                                                                         | J. Murphy                                                               | 1:57                                                                    |
| 5.                                                                      | „Chasing Kevin”                                                         |                                                                         | J. Murphy                                                               | 1:22                                                                    |
| 6.                                                                      | „Mantis Fights Back”                                                    |                                                                         | J. Murphy                                                               | 1:35                                                                    |
| 7.                                                                      | „He’s an Actor!”                                                        |                                                                         | J. Murphy                                                               | 1:17                                                                    |
| 8.                                                                      | „The Best Christmas Present”                                            |                                                                         | J. Murphy                                                               | 2:25                                                                    |
| 9.                                                                      | „Kraglin Explains”                                                      |                                                                         | J. Murphy                                                               | 1:26                                                                    |
| 10.                                                                     | „How the Story Really Ended”                                            |                                                                         | J. Murphy                                                               | 1:29                                                                    |
| 11.                                                                     | „Mantis Reveals Her Secret”                                             |                                                                         | J. Murphy                                                               | 1:28                                                                    |
| 12.                                                                     | „Here It Is Christmastime”                                              | Kevin Bacon & The Old 97’s                                              | K. Bethea, M. Hammond, P. Peeples, R. Miller                            | 3:26                                                                    |
|                                                                         |                                                                         |                                                                         |                                                                         | 22:44                                                                   |

## Promocja i wydanie
25 października 2022 roku zaprezentowano zwiastun do filmu. 23 listopada na Disney+ pojawiły się dwa odcinki serialu dokumentalnego Legendy Marvela przypominające historię Mantis i Draxa w MCU.
Strażnicy Galaktyki: Coraz bliżej święta zadebiutowali 25 listopada 2022 roku w serwisie Disney+.

## Odbiór

### Krytyka w mediach
Film spotkał się z pozytywną reakcją krytyków. W serwisie Rotten Tomatoes 93% z 58 recenzji uznano za pozytywne, a średnia ocen wystawionych na ich podstawie wyniosła 7,7/10. Na portalu Metacritic średnia ważona ocen z 8 recenzji wyniosła 82 punkty na 100.
Jordan Moreau z „Variety” stwierdził, że „Strażnicy Galaktyki: Coraz bliżej święta są pełne zabawnej, poprawiającej samopoczucie świątecznej radości i jest to jedna z najlepszych treści, jakie Marvel Studios wydało od lat”. Chris Hewitt z „Empire Magazine” ocenił film jako „zabawny i tak wyraźnie nie ma być brany na poważnie”. David Fear z „Rolling Stone” napisał, że „to, co dostajesz, jest mniej więcej tym, co można by pomyśleć o filmie świątecznym w wydaniu Gunna i Strażników. Nawet ścieżka dźwiękowa programu specjalnego jest znakiem firmowym”. Angie Han z „The Hollywood Reporter” oceniła krótkometrażówkę jako „puszystą, zabawną, świąteczną słodycz”. Eric Francisco z Inverse napisał, że „Coraz bliżej święta są również autentycznie ciepłe i przemyślane w taki sam sposób, jak piękny prezent od przyjaciela”. Chris Evangelista z /Film podsumował, że film nadaje się tylko „do włączenia w tle podczas dekorowania drzewka”.
Wojtek Smoła z IGN Polska ocenił, że „Święta w towarzystwie Strażników Galaktyki potrafią zaskoczyć. To bardzo przyjemny seans, który posiada jednak kilka mankamentów”. Dawid Muszyński z NaEkranie.pl napisał, że „film Strażnicy Galaktyki: Coraz bliżej święta daje trochę świątecznej radości i wywołuje kilka wybuchów śmiechu. Nie jest to może poziom, do jakiego przyzwyczaił nas Gunn, ale fajnie było choć przez chwilę zobaczyć Strażników w jakimś innym entourage’u”. Mikołaj Lipkowski z Movies Room stwierdził, że „Coraz bliżej święta to ewenement wśród ostatnich Marvelów. Nie popycha on może do przodu Marvel Cinematic Universe, poza dwoma szczegółami, ale jest to naprawdę świetna pozycja na Święta”. Radosław Krajewski z Gram.pl ocenił, że „to tylko urocza ciekawostka, którą można sobie odpuścić, a nic nie straci się z samego uniwersum”.

### Nagrody i nominacje
| Rok  | Ceremonia                            | Kategoria | Nominowani                                                           | Rezultat  | Przypis       |
| ---- | ------------------------------------ | --- | -------------------------------------------------------------------- | --------- | ------------- |
| 2023 | Amerykańska Gildia Charakteryzatorów | Najlepszy makijaż z epoki lub / i postaci w programie specjalnym, w godzinnym lub dłuższym programie na żywo lub filmie telewizyjnym | Michael Ornelaz, Matt Sprunger, Jon Moore, Robin Pritchard           | Wygrana   | [ 51 ]        |
| 2023 | Amerykańska Gildia Charakteryzatorów | Najlepszy specjalny efekt w makijażu w programie specjalnym, w godzinnym lub dłuższym programie na żywo lub filmie telewizyjnym      | Alexei Dmitriew, Scott Stoddard, LuAndra Whitehurst, Mo Meinhart     | Wygrana   | [ 51 ]        |
| 2023 | Amerykańska Gildia Charakteryzatorów | Najlepsze fryzury z epoki lub / i postaci w programie specjalnym, w godzinnym lub dłuższym programie na żywo lub filmie telewizyjnym | Cassandra L. Russek, Amber S. Hamilton, Sean Smith, Dugg Kirkpatrick | Nominacja | [ 51 ]        |
| 2023 | Children’s and Family Emmy Awards    | Najlepszy program specialny | Strażnicy Galaktyki: Coraz bliżej święta                             | Wygrana   | [ 52 ] [ 53 ] |
| 2023 | Children’s and Family Emmy Awards    | Najlepsza reżyseria w programie przy użyciu pojedynczej kamery                                                                       | James Gunn                                                           | Nominacja | [ 52 ] [ 53 ] |
| 2023 | Children’s and Family Emmy Awards    | Najlepsza reżyseria dźwięku i kompozycja muzyczna w programie fabularnym                                                             | Strażnicy Galaktyki: Coraz bliżej święta                             | Nominacja | [ 52 ] [ 53 ] |
| 2023 | Children’s and Family Emmy Awards    | Najlepsza scenografia | Strażnicy Galaktyki: Coraz bliżej święta                             | Nominacja | [ 52 ] [ 53 ] |
| 2023 | Children’s and Family Emmy Awards    | Najlepsze kostiumy | Strażnicy Galaktyki: Coraz bliżej święta                             | Wygrana   | [ 52 ] [ 53 ] |
| 2023 | Children’s and Family Emmy Awards    | Najlepsza charakteryzacja i fryzury                                                                                                  | Strażnicy Galaktyki: Coraz bliżej święta                             | Wygrana   | [ 52 ] [ 53 ] |
| 2023 | Children’s and Family Emmy Awards    | Najlepsza koordynacja kaskaderów w programie fabularnym                                                                              | Strażnicy Galaktyki: Coraz bliżej święta                             | Wygrana   | [ 52 ] [ 53 ] |